# Darren Campbell
Darren Campbell (Reino Unido, 12 de septiembre de 1973) es un atleta británico, especialista en las pruebas de velocidad como relevos 4 x 100 m, en la que ha logrado ser campeón olímpico en 2004.

## Carrera deportiva
En los JJ. OO. de Atenas 2004 ganó el oro en los relevos 4 x 100 m, quedando por delante de Estados Unidos y Nigeria, y siendo sus compañeros de equipo: Jason Gardener, Marlon Devonish y Mark Lewis-Francis.
También ha ganado una medalla de plata en las Olimpiadas de Sídney 2000 en la prueba de 200 m, y varias medallas más en campeonatos mundiales de atletismo.